# Anja Krug-Metzinger

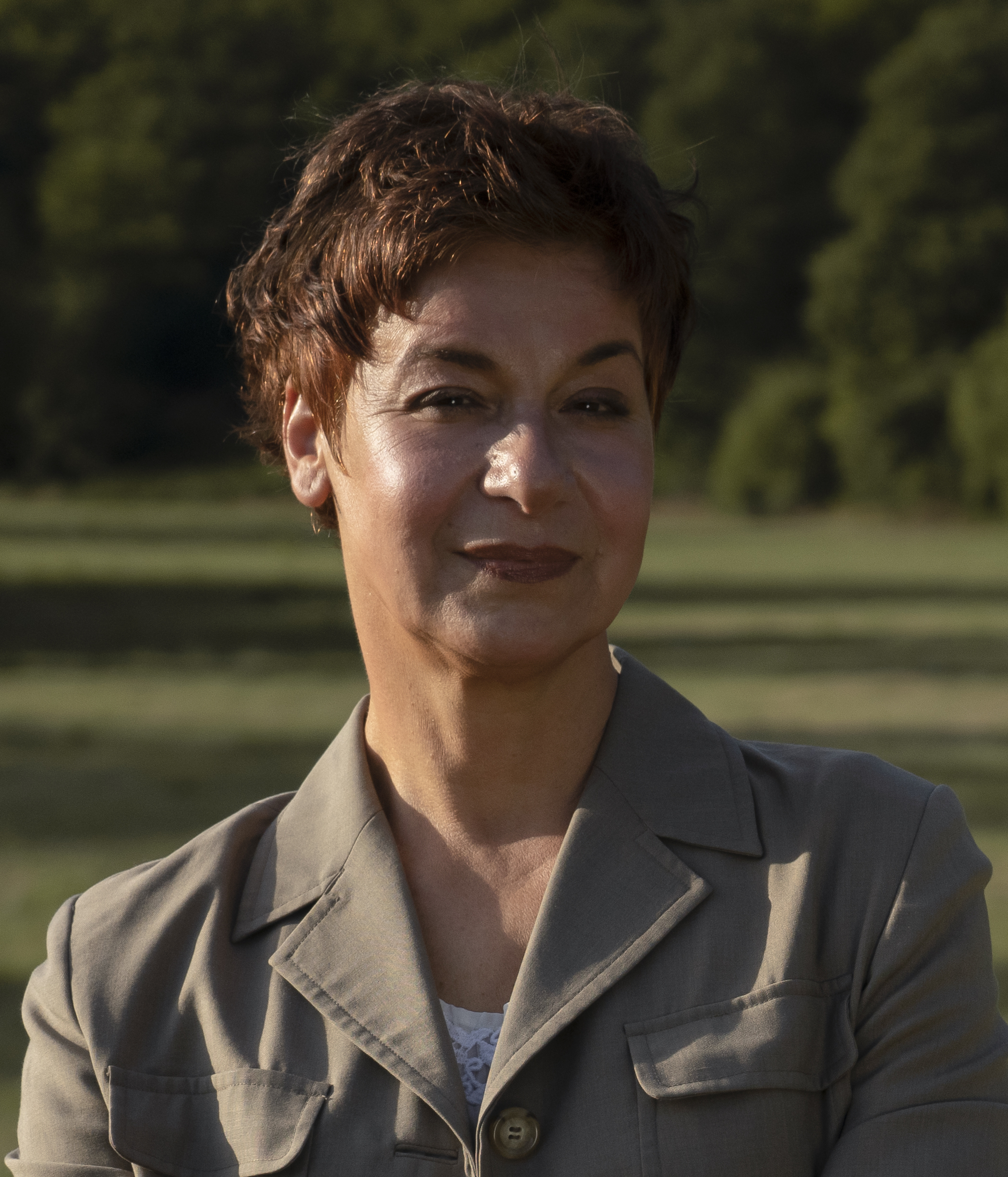
Anja Krug-Metzinger (2022)

Anja Krug-Metzinger (* 16. März 1966 in Frankfurt am Main) ist eine deutsche Journalistin, Autorin, Filmregisseurin und Filmproduzentin.

## Werdegang
Anja Krug-Metzinger studierte von 1986 bis 1987 Geografie und von 1987 bis 1991 Germanistik, Philosophie, Film-, Fernseh- und Theaterwissenschaften an der Johann Wolfgang Goethe-Universität Frankfurt am Main. 1992 schloss sie das Studium mit Magister Artium ab.
1992 folgte ein Praktikum und eine anschließende freie Mitarbeit bei der Frankfurter Allgemeinen Zeitung (FAZ-TV). Von 1992 bis 1994 absolvierte sie Regieassistenz-Volontariate bei verschiedenen ARTE-Dokumentarfilmen. Seit 1992 produziert sie als freie Regisseurin und Autorin Dokumentarfilme für ARTE, WDR, ZDF, SWR, BR und Radio Bremen. 2008 gründete sie die Anja Krug-Metzinger Filmproduktion GmbH. Seit 2006 arbeitet sie ebenfalls für den Hörfunk: Radiofeatures entstehen für WDR, SWR und BR.
Anja Krug-Metzinger begleitet einige ihrer Filme auf Kinotouren, ist Fachjurorin und hält filmwissenschaftliche Vorträge, beispielsweise an der Universität Bayreuth oder an der University of California, San Diego, wo sie von 1998 bis 1999 lebte.
Sie ist mit dem deutschen Philosophen Thomas Metzinger verheiratet.

## Auszeichnungen
Mit dem Prix Média 2024 für exzellenten Wissenschaftsjournalismus zeichneten die Akademien der Wissenschaften Schweiz ihren Dokumentarfilm Das Geheimnis der Urzeitmütter aus. Der Film wurde 2024 auf ARTE ausgestrahlt, auf nationalen und internationalen Film- und Fernsehfestivals nominiert und gezeigt.
Im Jahr 2022 gewann sie für ihren Wissenschaftsdokumentarfilm Menschenaffen – Eine Geschichte von Gefühl und Geist beim IFF Ekotopfilm Envirofilm 2022 den Hauptpreis The prize of the Ministry of Environment of the Slovak Republic. Im selben Jahr wurde sie mit dem Katholischen Medienpreis 2022,Sonderpreis der Jury der Deutschen Bischofskonferenz ausgezeichnet. In China gewann sie den China Dragon Award 2022, Bronze Prize und in Bolivien den Black cat award 2022, Best Photography Award. Der Film wurde 2021 auf ARTE ausgestrahlt und lief auf nationalen und internationalen Filmfestivals, wo er neun Mal nominiert wurde – beispielsweise durch die Goethe-Institute Vietnam, Malaysia, Philippinen und Mosambik im Rahmen des Science Film Festivals 2022
Auf dem World Health Summit 2016 wurde sie für ihren ARTE-Wissenschaftsdokumentarfilm Stimmen im Kopf mit dem Generation Of Science Journalists Award 2016 ausgezeichnet. Der Preis wird vom Pulitzer Center, der European Union of Science Journalists’ Associations und dem Deutschen Ärzteblatt vergeben. Im selben Jahr verlieh ihr die Deutsche Gesellschaft für Psychiatrie und Psychotherapie, Psychosomatik und Nervenheilkunde für den Film Stimmen im Kopf den DGPPN Medienpreis für Wissenschaftsjournalismus. Der Dokumentarfilm wurde in ARTE gesendet und auf Filmfestivals gezeigt. 
2015 bekam sie für ihren ARTE-Dokumentarfilm Helden der Zukunft: Ein Blick zurück den Alternativen Medienpreis.
Als bester Dokumentarfilm wurde ihr Kinofilm Das stille Leuchten – die Wiedereroberung 2018 auf dem Art Color Digital Cinema International Film Festival 2018 in Montréal, Kanada ausgezeichnet. Der Film, der in über 50 deutschen Spielstätten und in fünfzehn Ländern zu sehen war, wurde sechsmal nominiert. Die Uraufführung ihres Kurz-Dokumentarfilms Schule der Achtsamkeit fand 2017 zum Besuch des 14. Dalai Lamas in der Jahrhunderthalle Frankfurt statt.
Auf der UN-Klimakonferenz in Glasgow wurde 2021 ein 10-minütiger Ausschnitt ihres Kino-Doku-Marionettenspiels Origin – Von Marionetten und Menschen gezeigt.

## Filmografie
- 1995/1996: Person und Simulation – Von der Seele zum Bewusstsein (Buch, Regie)
- 1996: Niemand sein – Das Selbst als Muster und Mythos (Buch, Regie)
- 2000/2001: Blütenkranz um Weizenfelder – Der Ökobauer Etzel (Buch und Regie)
- 2001/2002: Familiengeheimnis – Geschichte einer gefährlichen Liebe (Produktion, Buch, Regie)
- 2007/2008: Brennende Feder. Sehendes Herz. - Nan Cuz. Malerin (Produktion, Buch, Regie)
- 2008: Teuflische Jahre – der pardon-Gründer Hans A. Nikel (Produktion, Buch, Regie)
- 2009/2010: Volker Sommer – Ich bin ein Menschenaffe (Produktion, Buch, Regie)
- 2009/2010: 1939 – 1944 Tagebuch eines Lagerkommandanten (Produktion, Buch, Regie)
- 2012/2013: Das Kino des Andrzej Wajda (Produktion, Buch, Regie)
- 2013: Mein Leben ohne Kompromisse – Eine neue Jugendbewegung (Produktion, Buch, Regie)
- 2014/2015: Helden der Zukunft (Buch, Regie)
- 2014–2017: Schule der Achtsamkeit (Produktion, Buch, Regie)
- 2014–2018: Das stille Leuchten – Die Wiedereroberung der Gegenwart (Produktion, Buch, Regie)
- 2015/2016: Stimmen im Kopf (Produktion, Buch, Regie)
- 2018–2021: Menschenaffen – Eine Geschichte von Gefühl und Geist (Produktion, Buch, Regie)
- 2021–2023: Urzeit-Mütter – Die weibliche Seite der Evolution (Produktion, Buch, Regie)
- 2022–2023: Origin – Von Marionetten und Menschen (Produktion, Buch, Regie)

## Radiofeatures
- 2006: Tattoo, Piercing und Co. - Geschichten von Schmerz, Ritualen und Identität, 25 Min., SWR2
- 2006: Weisheit – Neue Einsichten über eine alte Tugend, 25 Min., SWR2
- 2006: Befreite Stimmen – ehemalige Sklaven erzählen ihre Geschichte
- 2006: Brennende Feder. Sehendes Herz. - Nan Cuz, Malerin, 60 Min., WDR 3
- 2007: Mit den Augen einer Indianerin, mit der Zunge einer Deutschen, 25 Min., SWR2
- 2008: Zwischen Innen und Außen – Von Selbstverwirklichung und sozialem Engagement, 25 Min., SWR2
- 2009: Verlaufsprotokoll einer Katastrophe – Aus dem Tagebuch eines Lagerkommandanten, 60 Min., WDR 3
- 2010: Zwischen Haff und Kap Horn – Die große Odyssee eines kleinen Jungen aus Ostpreußen, 60 Min., BR
- 2012: Der Traum-Lotse – Das Kino des Andrej Wajda, 55 Min., WDR
- 2017: Zugeflüstert und angeschrien: Vom Leben mit fremden Stimmen, 55 Min., WDR 5

## Bücher
- Gemeinsam statt einsam – Die Weisheit der Urzeitmütter. Berlin Verlag, Berlin 2025, ISBN 978-3-8270-1520-4.

## Rezeption
Im Zusammenhang mit dem Erscheinen des Buches gab es mehrere mediale Beiträge:
- In der Sendung Kulturlust auf hr-iNFO sprach Anja Krug-Metzinger über die evolutionären Grundlagen moderner Kindererziehung.[24]
- In der SWR Landesschau Rheinland-Pfalz erläuterte sie filmisch und inhaltlich die Leitfragen ihres Buches im Kontext der Evolution.[25]